# Есугей
Есугей-баатур (монг. Есүхэй баатар?, ᠶᠢᠰᠦᠭᠡᠢ
ᠪᠠᠭᠠᠲᠤᠷ?, баатур (багатур) — «герой», «доблестный воин», «богатырь»; ок. 1134 — ок. 1171) — отец Тэмуджина-Чингисхана. Предводитель большой части монгольских племён. В «Сокровенном сказании монголов» Есугея именуют баатуром и ханом. Основатель рода Кият-Борджигин.

## Происхождение
Есугей-багатур был третьим сыном Бартан-багатура, внуком Хабул-хана, первого общемонгольского хана. Хабул-хан имел семерых сыновей, которые дали начало роду Кият.
Несмотря на такое количество прямых наследников, Хабул-хан завещал править своему троюродному брату Амбагаю. Родство Хабул-хана и Амбагая восходит к общему прадеду Хайду. У Хайду было три сына: Байшингор-Догшин, Чарахай-Линху и Чаоджин-Ортегай. Хабул-хан был внуком Байшингор-Догшина, Амбагай был внуком Чарахай-Линху. Амбагай-хан и другие потомки Чарахай-Линху основали род тайджиут.
Следующий хан, Хутула-хан, был дядей Есугея и четвёртым сыном Хабул-хана. Кроме Есугея у Бартан-багатура было ещё трое сыновей, старшие: Мангету-Киян, Некун-тайджи и младший — Даритай-отчигин.

## Биография

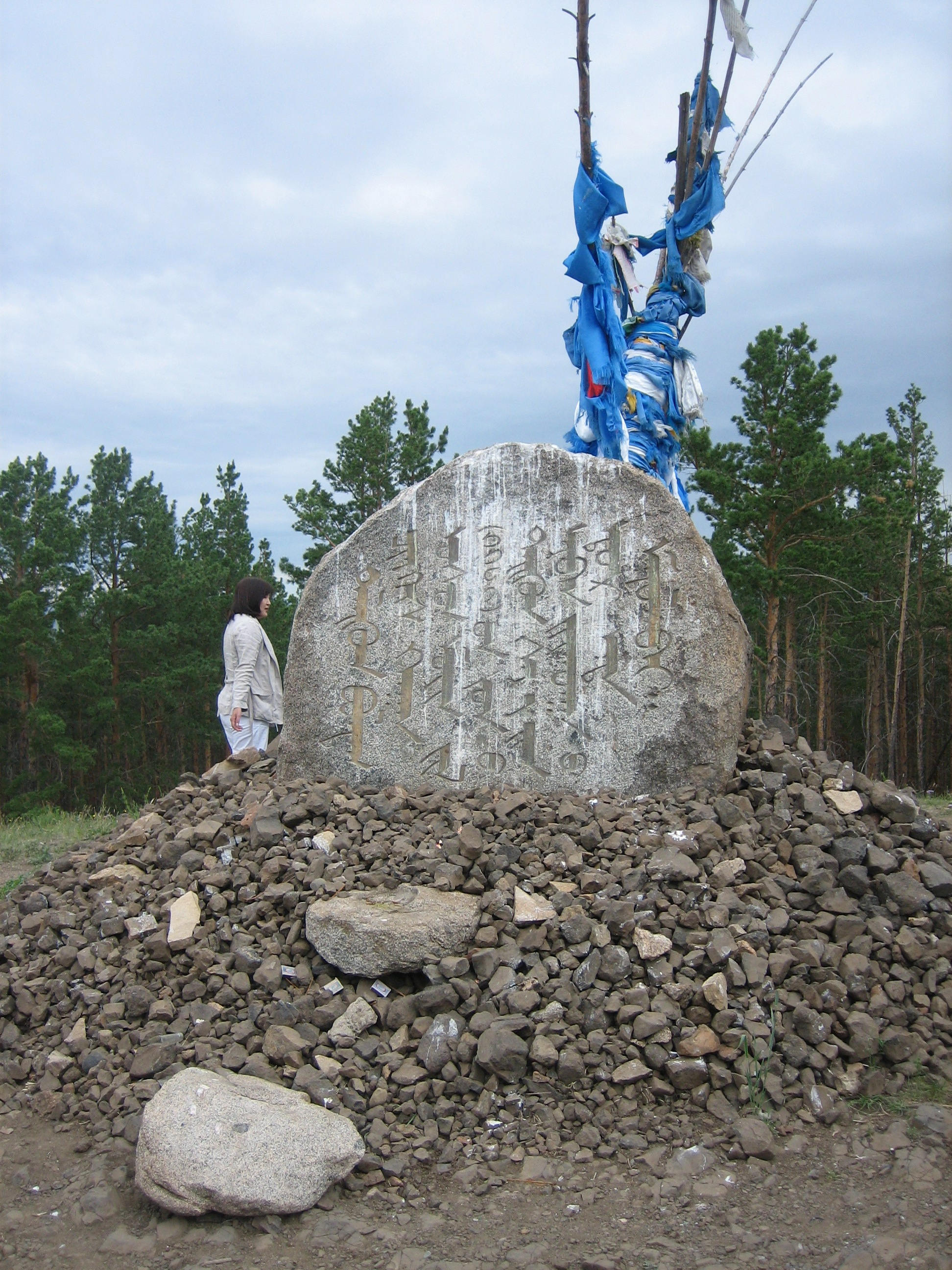
Долина Делюн-Болдок, предположительное место рождения первенца Есугея — Темуджина.

Перед войной с татарами Есугей во время охоты встретил меркита Эке-Чиледу и его невесту Оэлун из племени олхонут. Поразившись редкой красотой девушки, он вернулся за своими братьями Некун-тайджи и Даритай-отчигином и отбил её.
Кроме Темуджина, Оэлун родила Есугею ещё троих сыновей: Хасара — в 1164 году, Хачиуна — в 1166 году, Тэмуге — в 1169 году и дочь Тэмулун — в 1170 году. Вторая жена, Сочихэл, родила Есугею двоих сыновей, Бектера и Бельгутея.
Однажды Амбагай-хан лично отправился к татарам, чтобы, по одной версии, проводить свою дочь, которую он выдавал замуж, либо же, чтобы выбрать себе в жёны одну из татарских девушек. Он был вероломно схвачен татарами, передан чжурчжэньскому «Алтан-хану» Улу, которым и был казнён.
Есугей вступил в войну с татарами за кровь своего дяди Амбагая. Сын Амбагай-хана Хадан-тайджи провёл тринадцать безуспешных походов на татар, Есугей же был более успешен в этой войне. В 1162 году к нему в плен попали двое татарских воинов, Темуджин-Уге и Хори-Буха. В это же время Оэлун родила ему первенца, которого назвали именем убитого при его рождении знатного татарина Темуджина.
Есугей-багатур был побратимом (анда) кереитского хана Тоорила, который впоследствии сыграл большую роль в жизни его сына, Темуджина. Тоорил, взойдя на престол, казнил нескольких своих родственников, препятствовавших наследованию им титула отца. Среди выживших оказался дядя Тоорила, носивший титул гурхана. Он сумел свергнуть Тоорила, однако в 1171 году Есугей, придя на реку Тола с войском, изгнал гурхана за Гоби, к тангутам, а ханство вернул Тоорилу.
Есугей скончался в молодые годы, когда его старшему сыну Темуджину было девять лет. Есугей отправился сватать ему невесту олхонутского рода, из которого происходила и Оэлун. По дороге он повстречал унгиратского Дай-Сэцэна. Дай-Сэцэн пригласил его с сыном переночевать, и заодно взглянуть на его дочь Борте. Борте понравилась Есугею, и на утро он сосватал Борте Темуджину, оставил его погостить в зятьях и отправился обратно домой.
По дороге, в Цекцерской степи, ему повстречались татары на привале. По древней степной традиции Есугея пригласили к трапезе, но татары его узнали и, скорее всего, тайно отравили. Уезжая от них, он почувствовал себя дурно, и добравшись домой, отправил к Дай-Сэцэну одного из своих нукеров, Мунлика, чтобы привезти Темуджина, однако к моменту их возвращения Есугей скончался.
В 1266 году великий хан Хубилай, правнук Есугея, присвоил ему посмертный титул Ле цзу шэнь юань хуанди — «прославленный предок, божественный император».

## Образ в искусстве
В литературе

Есугей-баатур

- «Жестокий век» — исторический роман И. К. Калашникова (1978);
- «По велению Чингисхана» — роман Н. А. Лугинова (1998);
- «Волк равнин» — роман английского писателя Конна Иггульдена (2007);
- Трилогия «Чингисхан» (проект «Этногенез»);
- «Тэмуджин» — роман российского писателя А. С. Гатапова.

Художественные фильмы
- «Чингисхан» (Великобритания, ФРГ, Италия, США, 1965);
- «Чингисхан» (Китай, 2004);
- «Монгол» (Россия, Германия, Казахстан, 2007);
- «Чингиз-хан. На край земли и моря» (Япония, Монголия, 2007);
- «Тайна Чингис Хаана» (Россия, Монголия, США, 2009);
- «Чингисхан» (Китай, 2018).

Документальные фильмы
- Тайны древности. Варвары. Часть 2. Монголы (США; 2003);
- Genghis Khan — Rider of the Apocalypse (2004);
- «Чингисхан» (BBC, Великобритания, 2005).